# زندگی مخفی چوبک‌ها
زندگی مخفی چوبک‌ها (به انگلیسی: Secret Lives of Dorks) یک فیلم کمدی مستقل آمریکایی در سال ۲۰۱۳ به کارگردانی سالومه برزنر است و گیلان کانل، ونسا مارانو، رایلی ولکل، بیو میرچف و جیم بلوشی در آن ایفای نقش می‌کنند.

## بازیگران
- گیلان کانل به عنوان پایتون
- ونسا مارانو به عنوان سامانتا
- رایلی ولکل به عنوان کری
- بو میرچف به عنوان کلارک
- جیم بلوشی به عنوان برانکو
- جنیفر تیلی به عنوان خانم استوارت
- ویلیام کت به عنوان آقای توماس گیبسون
- کی لنز به عنوان خانم سوزی گیبسون
- سیمور کاسل به عنوان مدیر